# Orthodes
Orthodes is een geslacht van vlinders van de familie Uilen (Noctuidae), uit de onderfamilie Hadeninae.

## Soorten
- O. adiastola Franclemont, 1976
- O. bolteri Smith, 1900
- O. crenulata Butler, 1890
- O. cynica Guenée, 1852
- O. furtiva McDunnough, 1943
- O. infirma Guenée, 1852